# Anne Salmond
Dame Mary Anne Salmond (nascida Thorpe; Wellington, 16 de novembro de 1945) é uma antropóloga, ambientalista e escritora da Nova Zelândia. Ela foi eleita a neozelandesa do ano em 2013. Em 2020, ela foi nomeada para a Ordem da Nova Zelândia, a mais alta honraria do sistema de honras reais da Nova Zelândia.

## Primeiros anos e família
Nascida em Wellington, capital da Nova Zelândia, em 1945, Mary Anne Thorpe foi criada em Gisborne, antes de ser enviada para o Colégio Solway em Masterton, onde foi duquesa em 1961. Em 1962 e 1963, ela frequentou a Cleveland Heights High School, nos Estados Unidos, como bolsista da  American Field Service.
Salmond então frequentou a Universidade de Auckland, graduando-se Master of Arts em antropologia, em 1968, e estudou na Universidade da Pensilvânia, onde obteve doutorado em 1972. Sua tese foi intitulada Hui – um estudo das reuniões cerimoniais maoris.
Salmond foi inspirada a pesquisar a história inicial dos maoris durante seu tempo nos Estados Unidos quando era adolescente. Quando solicitada a falar sobre a Nova Zelândia, ela percebeu que não sabia muito sobre o lado maori da história. Suas ligações com o mundo maori remontam a seu bisavô, James McDonald, um notável fotógrafo, cineasta e artista que trabalhou com líderes maoris, incluindo Sir Āpirana Ngata e Sir Peter Buck.
Salmond casou-se com o arquiteto de conservação Jeremy Salmond em 1971. Eles moram em Auckland e têm três filhos, incluindo a antropóloga Amiria Salmond.

## Carreira
Em 2001, Salmond tornou-se professora distinta de Estudos Maori e Antropologia na Universidade de Auckland. De 2002 a 2007, Salmond atuou nos conselhos da  Foundation for Research, Science and Technology, o Museu da Nova Zelândia, e foi presidente do New Zealand Historic Places Trust. Ela foi pró-vice-chanceler (igualdade de oportunidades) na Universidade de Auckland de 1997 a 2006. Ela é a patrocinadora do projeto da Starpath Partnership for Excellence, que visa garantir que estudantes maori, do Pacífico e de baixa renda, atinjam seu potencial por meio da educação.
Anne Salmond teve um relacionamento próximo com Eruera Stirling e Amiria Stirling, notáveis anciãos de Te Whānau-ā-Apanui e Ngāti Porou. Sua colaboração levou a três livros sobre a vida maori:
- Hui: A Study of Maori Cerimonial Gatherings (1975) – premiada com a medalha de ouro memorial Elsdon Best por distinção em etnologia Maori em 1976. Em sua resenha do livro, o antropólogo americano Thomas Fitzgerald observou: "Hui é um trabalho teórico, estando na tradição da antropologia êmica, da sociolinguística e da análise situacional de Erving Goffman ... [e] ... baseia-se nessas diretrizes teóricas para alcançar sua qualidade aparentemente simples, fluida e inovadora."[11]
- Amiria: The Life of a Maori Woman – vencedora de um Wattie Book of the Year Award em 1977.
- Eruera: Ensinamentos de um Ancião Maori – primeiro prêmio no Wattie Book of the Year Awards em 1981.

O trabalho de Salmond então se voltou para encontros interculturais na Nova Zelândia, resultando em duas obras, que, segundo a Enciclopédia Britânica, desafiaram a "narrativa histórica comum que coloca os povos indígenas como sujeitos passivos do colonialismo ... [e] ... retratou os maoris como participantes igualmente ativos em um evento de descoberta mútua.":
- Two Worlds: First Meetings Between Maori and Europeans 1642–1772 (1991) – vencedora do National Book Award (Não-Ficção) em 1991, e do Ernest Scott Prize em 1992.
- Between Worlds: Early Exchanges Between Maori and Europeans 1773–1815 (1997) – vencedora do Ernest Scott Prize em 1998.

Depois, ela começou a explorar as primeiras trocas entre os ilhéus do Pacífico e exploradores europeus no Pacífico, levando à publicação de três livros:
- The Trial of the Cannibal Dog: The Remarkable Story of Captain Cook's Encounters in the South Seas (2003) - vencedora na categoria história e da Medalha Montana Não-Fictícia no Montana New Zealand Book Awards de 2004. Revisado pela Universidade Yale, o livro se concentrava em como as relações entre Cook e os polinésios, que inicialmente prometiam tanto, tornaram-se hostis, resultando em sua morte. A revisão concluiu que o relato de Salmond mostrava o impacto duradouro da colisão entre dois mundos diferentes.[13]
- Aphrodite's Island: the European Discovery of Tahiti (2010). Neste livro, diz-se que Salmond forneceu uma visão da sociedade taitiana no século XVIII, que colocou as viagens de Cook e outros em um contexto de relacionamentos complicados com os europeus, mas criou uma narrativa dos taitianos como participantes ativos nessas interações.[14] Outro revisor disse que o livro oferece explicações bem fundamentadas para os confrontos que, muitas vezes, ocorrem devido à ignorância ou falta de respeito dos europeus aos valores e tradições taitianas.[15]
- Bligh: William Bligh nos Mares do Sul (2011). O jornal The New Zealand Herald, em sua resenha do livro, disse que Salmond desafiou os retratos comumente aceitos de Bligh como brutal ou o "santo incompreendido de alguns relatos revisionistas", descrevendo-o como um excelente marinheiro e cartógrafo que observava perceptivamente diferentes culturas. A revisão observou que Salmond concluiu que o motim do Bounty pode ter relações com a habilidades de Bligh e seu temperamento, mas era mais provável devido a um navio tão pequeno e oficiais insuficientes.[16] Outro revisor também concluiu que, embora Salmond tenha examinado de perto a conduta de Bligh e como isso pode ter causado sua queda, houve um reconhecimento de outros fatores fora de seu controle que contribuíram para o motim.[17]

Seu livro sobre trocas entre diferentes realidades (ontologias) Tears of Rangi: Experiments between Worlds, apareceu em julho de 2017. Em um prelúdio de uma entrevista com Salmond, um revisor observou que o título se referia essencialmente à "dor e agonia da separação", e o livro analisava o papel da história na criação de mitos e realidades que precisavam ser reconciliadas em Aotearoa, Nova Zelândia. Salmond explicou que se tratava de mundos diferentes (ao) - "te ao Māori, te ao Pākehā, te ao tawhito... modos de ser, modos de existir, que têm suposições sobre a realidade embutidas neles" que podem mudar quando as pessoas são genuíno, cuidando dos outros e reconhecendo suas ideias como presentes.
Em 2018, ela apresentou uma série histórica de seis partes Artefact, exibida na Māori Television.

## Posicionamento sobre políticas públicas
Com base em suas pesquisas e textos, Salmond comenta frequentemente sobre as interações culturais na Nova Zelândia. No Otago Daily Times, ela afirmou: "A  supremacia branca é um fio negro tecido em nossa história como nação", mas que no momento das primeiras chegadas a Aotearoa havia "ideias de justiça e bondade, igualdade e respeito mútuo". Mais tarde, ela reexaminou a narrativa em torno do desembarque do capitão Cook na Nova Zelândia em outubro de 1769 e observou que, embora houvesse claramente baixas infligidas aos maoris locais que poderiam ter sido evitadas, havia evidências de que Cook não era um "supremacista branco, desdenhoso de Māori e dispostos a matá-los aleatoriamente." Essa conclusão foi contestada por acadêmicos que disseram que sua abordagem foi muito "frugal com o conceito de supremacia branca", em vez de usá-la como uma estrutura analítica para "entender o colonialismo... e o papel que os indivíduos desempenham na perpetuação desse sistema." Salmond respondeu e contestou que a Doutrina da Descoberta não era contestada na época e que, antes de partir, instruções conflitantes foram dadas a Cook. Um grupo disse que ele deveria mostrar respeito aos "nativos de várias terras onde o navio pode tocar... [e] ...nenhuma nação europeia tem o direito de ocupar qualquer parte de seu país ou se estabelecer entre eles sem seu consentimento voluntário", e outro disse que deveria ser civilizado com os povos que encontrasse, mas "com o consentimento dos nativos, tomar posse de situações convenientes no país em nome do rei da Grã-Bretanha". Salmond observou que em seu diário, Cook admitiu um "erro de julgamento".
Salmond estava otimista em dezembro de 2020 de que uma visão de mundo para a Nova Zelândia baseada em conceitos-chave como aroha e kaitiakitanga poderia construir relacionamentos não apenas entre as pessoas, mas também com o mundo dos vivos. Em 2020, quando o meio de comunicação neozelandês Stuff pediu desculpas por seu tratamento desigual de maori e tikanga maori, Salmond argumentou que, sob o Tratado de Waitangi, isso estava "cumprindo a promessa da rainha de igualdade e respeito mútuo por diferentes tikanga, e tecendo-os de maneira que beneficie todos os neozelandeses."
Salmond fala e escreve amplamente sobre desafios ambientais, buscando construir entendimentos de diferentes crenças culturais sobre a relação entre pessoas, terra, rios e oceano. Ela foi eleita vice-presidente do Parks and Wilderness Trust em 1990 e, em 2000, com seu marido Jeremy, iniciou a restauração do que se tornaria o Ecosanctuary Waikereru (refúgio para espécies raras e ameaçadas) perto de Gisborne. Ela esteve envolvida em várias organizações ambientais e é a 'Patrona de Te Awaroa: 1000 Rivers', um projeto que visa "restaurar 1000 rios [da Nova Zelândia] até 2050". Um artigo de coautoria de Salmond em 2019, disse que proteger as vias navegáveis na Nova Zelândia era sobre "[explorar] suposições profundas sobre as relações entre as pessoas e o planeta, e como elas se traduzem em maneiras muito diferentes de se relacionar com as vias navegáveis em Aotearoa Nova Zelândia."

## Honrarias e prêmios

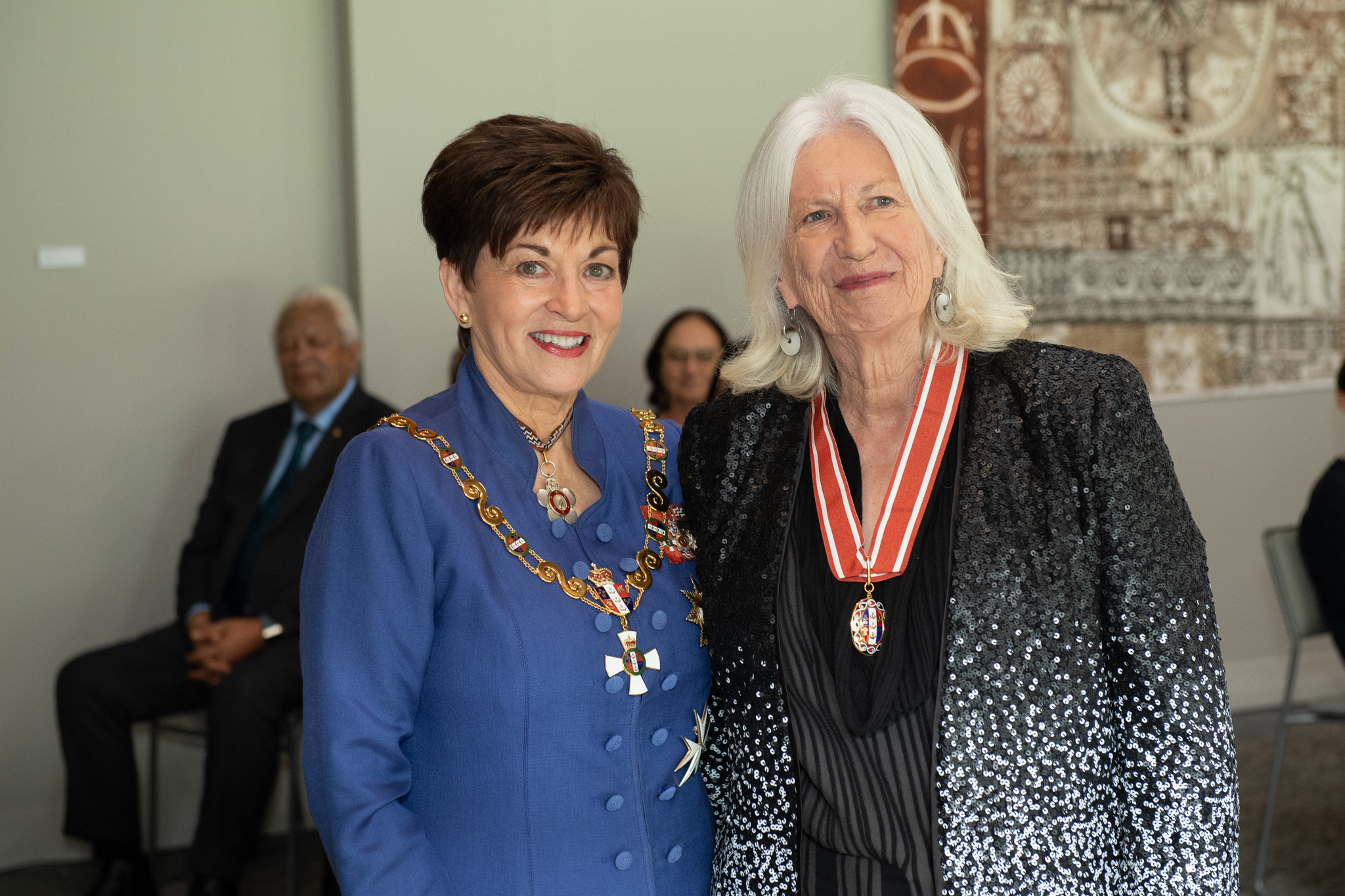
Samond (à direita), após sua investidura como Membro da Ordem da Nova Zelândia pela governadora-geral, Patsy Reddy, na residência oficial, em 19 de abril de 2021

Nas Honrarias do Aniversário da Rainha de 1988, Salmond foi nomeada Comandante da Ordem do Império Britânico, por serviços à literatura e ao povo Maori, e em 1990 foi eleita Sociedade Real da Nova Zelândia. Nas Honrarias do Ano Novo de 1995, ela foi promovida a Dama Comandante da Ordem do Império Britânico, por serviços de pesquisa histórica.
Em 2004, Salmond recebeu o Prêmio do Primeira Ministra por Realização Literária por obra de não-ficção.
Em novembro de 2007, ela foi eleita membra inaugural da Academia de Humanidades da Nova Zelândia.
Em 2008, ela foi eleita Membra Correspondente da Academia Britânica e, em 2009, Associada Estrangeira da Academia Nacional de Ciências – a primeira neozelandesa conhecida por ter alcançado essa dupla distinção.
Em 2013, a Sociedade Real da Nova Zelândia concedeu-lhe a Medalha Rutherford. Ela também foi nomeada neozelandesa do ano por seu trabalho sobre história cultural.
Em 2015, foi eleita membra internacional da American Philosophical Society.
Em 2017, Salmond foi selecionada como uma das "150 mulheres em 150 palavras" da Royal Society Te Aparangi, celebrando as contribuições das mulheres ao conhecimento na Nova Zelândia.
Em 2018, ela foi premiada com o Prêmio de Pesquisa Carl Friedrich von Siemens, Fundação Alexander von Humboldt, Alemanha, em reconhecimento as realizações ao longo da vida em pesquisa; e foi finalista do prêmio Al-Rodhan para Global Cultural Understanding, British Academy, por Tears of Rangi.
Em 2020, durante a cerimônia anual do Blake Awards em Auckland, Salmond recebeu a medalha Blake em reconhecimento ao seu trabalho para construir um entendimento intercultural entre Māori e Pākehā. James Gibson, CEO disse que "Dame Anne Salmond é uma das líderes e pioneiras mais destacadas da Nova Zelândia... [e] ...seu estudo ao longo da vida da cultura maori e seus esforços para melhorar a compreensão intercultural entre maori e Pākehā melhorou a compreensão dos neozelandeses de sua própria história." Nas Honrarias do Ano Novo de 2021, Salmond foi nomeada para a Ordem da Nova Zelândia por serviços prestados ao país.